# Kreis Bulqiza

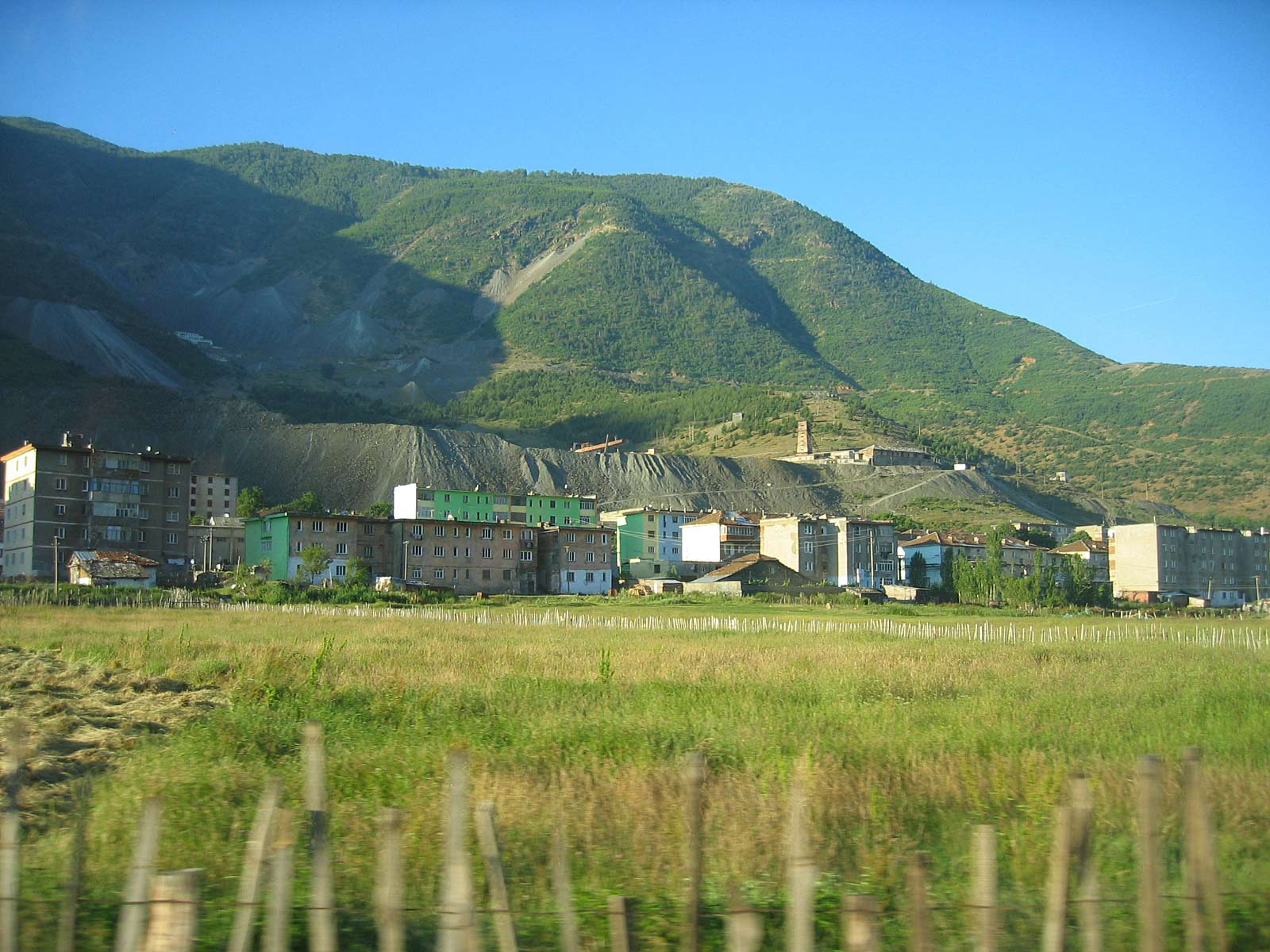
Bulqiza mit Bergwerk

Der Kreis Bulqiza (albanisch: Rrethi i Bulqizës) war einer der 36 Verwaltungskreise Albaniens, die im Sommer 2015 nach einer Verwaltungsreform aufgehoben worden sind. Der Kreis mit einer Fläche von 718 Quadratkilometern gehörte zum Qark Dibra und hatte 31.210 Einwohner (2011). Benannt wurde der Kreis nach dem Hauptort Bulqiza.
Das Gebiet bildet heute die Gemeinde Bulqiza.

## Geographie
Das Gebiet des Kreises bestand zum Wesentlichen aus zwei linksseitigen Nebentälern des Drin südwestlich der Region Dibra. Im Osten grenzt es an  Nordmazedonien; streckenweise wird die Grenze durch den Drin gebildet. In diesem Gebiet mit dem Namen Golloborda liegen auch einige von Mazedoniern bewohnte Dörfer. Die meisten Bewohner leben im Drin-Tal und in der Bergwerk-Stadt Bulqiza.
Die Landschaft ist mehrheitlich gebirgig. Vom Drin-Ufer auf etwa 450 m ü. A. steigen die Berge bis über 2000 m ü. A. an. Höchste Berge sind die Maja e Kreshtës (2100 m ü. A.) nördlich und der Mali i Lopës (2020 m ü. A.) südlich von Bulqiza.
Bei einer früheren Gebietsreform wurde die Gemeinde Martanesh mit der Bergwerkstadt Krasta am südlichen Ende des Mat-Tals dem Kreis Bulqiza zugeteilt. Martanesh, wo der Fluss Mat seine Quelle hat, ist berühmt für seine rote Ziegenart. Andererseits wurde die Gemeinde Stërbleva, ehemals südlichste Gemeinde im Kreis, dem Kreis Librazhd zugeteilt.

## Bevölkerung
Mazedonier stellten rund fünf bis zehn Prozent der Bevölkerung. Mehr als die Hälfte der Bewohner bekennen sich zur muslimischen Glaubensgemeinschaft der Bektaschi.

## Wirtschaft
In den Bergwerken von Bulqiza und Krasta wird noch immer Nickel abgebaut. Die Mine von Bulqiza soll die größte des Landes sein, beschäftigt aber nur noch einen Bruchteil der Belegschaft zur Zeit des Kommunismus. In den anderen Orten leben die Bewohner fast ausschließlich von der Landwirtschaft.
Bulqiza und einige Dörfer im Norden des Kreises liegen an der Durchgangsstraße von der Küstenebene nach Peshkopia. Die restlichen Gebiete sind hingegen sehr abgelegen und kaum zu erreichen. Im Winter sind viele Straßen verschneit und unpassierbar. Auch die Nationalstraße SH6, die wenige Kilometer westlich von Bulqiza den Pass Qafa e Buallit (837 m ü. A.) überquert, ist immer wieder unpassierbar. Durch die im Bau befindliche Rruga e Arbërit wird die Region besser mit den Zentren Albaniens verbunden werden.

## Gemeinden
| Name          | Einwohner (2011) | Gemeindeart |
| ------------- | ---------------- | ----------- |
| Bulqiza       | 8.177            | Bashkia     |
| Fushë Bulqiza | 3.342            | Komuna      |
| Gjorica       | 4.214            | Komuna      |
| Martanesh     | 1.836            | Komuna      |
| Ostren        | 3.034            | Komuna      |
| Shupenza      | 5.503            | Komuna      |
| Trebisht      | 993              | Komuna      |
| Zerqan        | 4.111            | Komuna      |